# Sabrisho IV bar Qayyoma
Sabrisho bar Qayyoma (Mosul, ... – Baghdad, 11 giugno 1225) è stato un vescovo cristiano orientale siro, vescovo di Beth Nuhadra, metropolita di Erbil, e patriarca della Chiesa d'Oriente dal 1222 al 1225.

## Biografia
Nativo di Mosul, era nipote del patriarca Yab-Alaha II, che lo nominò dapprima vescovo di Beth Nuhadra e poi metropolita di Erbil.
Alla morte di Yab-Alaha II (gennaio 1222), i vescovi si divisero sulla nomina del suo successore: una minoranza appoggiava la candidatura di Sabrisho bar Masihi, metropolita del Beth Garmai, mentre la maggioranza sosteneva il metropolita di Erbil, nipote del defunto patriarca, che alla fine fu scelto a succedergli alla guida della Chiesa d'Oriente, con l'approvazione del califfo al-Nāṣir li-dīn Allāh. Sabrisho bar Qayyoma fu consacrato patriarca nella chiesa di Kohe a Al-Mada'in il 31 luglio 1222.
Secondo lo storico nestoriano Sliwa bar Yuhanna, Sabrisho IV era un uomo colto, esperto negli inni liturgici, abile nella musica sacra e in tutto ciò che si recita abitualmente in chiesa.
Il suo patriarcato durò meno di tre anni. Morì l'11 giugno 1225 e fu sepolto, accanto allo zio, nella chiesa di Santa Maria (nota come chiesa di al-Uqba o anche di al-Atiqa) nel quartiere di Karkh a Baghdad.